# Centrum Warenhaus (Dresden, Altmarkt)

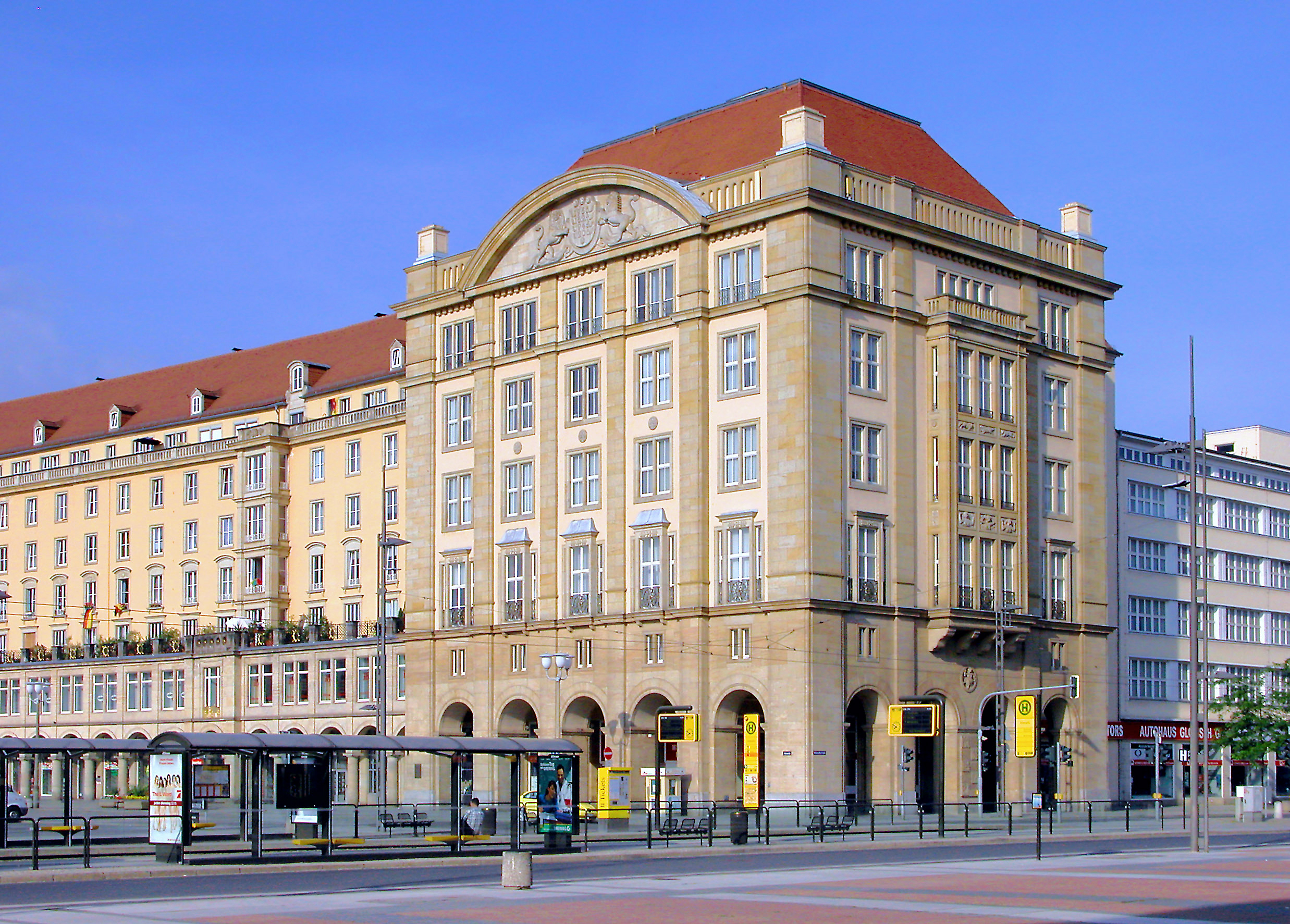
Haus Altmarkt 25, der Kopfbau von 1956/57.

Das ehemalige Warenhaus „Centrum“ ist präsent als Kopfbau des Straßenzuges Altmarkt 13–25 in Dresden, der nach dem im Hause befindlichen HO-Centrum-Warenhaus bekannt wurde.

## Geschichte
Im Rahmen eines städtebaulichen Wettbewerbs zum Wiederaufbau der Wilsdruffer Straße stellte die HO zur Bedingung, das 1950 wiederaufgebaute Geschäftshaus im Stil der Bauhaus-Moderne von 1931 (damals Kaiser-Stoff-Etagen und Woolworth) in der Wilsdruffer Straße nach Osten hin zu ergänzen. Dabei entstand 1955/56 der an der Nordwest-Ecke des Altmarktes, Ecke Wilsdruffer Straße gelegene Baukörper nach Plänen der Architekten Alexander Künzer, Rudolf Erler und Wolfgang Klossek. Der Altbau wurde dabei aufgestockt und das Warenhaus zum Altmarkt hin erweitert. Die Treppe zwischen Alt- und Neubau wurde abgebrochen. Nachdem in den 1970er Jahren an der Prager Straße eine neue Dresdner Centrum-Warenhaus-Filiale entstand, wurde es bis zur Wende als Intecta-Möbelhaus genutzt. Das Augsburger Immobilienunternehmen Patrizia erwarb 2006 die beiden Gebäude. Der Kopfbau von 1955/56 wurde saniert, das alte Kaufhaus von 1931 abgebrochen. Gemeinsam mit seinem „Schwestergebäude“ – dem Haus Altmarkt an der Nord-Ost-Ecke des Platzes – bildet es den Rahmen für den Blick vom Altmarkt zum Kulturpalast.

## Beschreibung
Das Gebäude ist ein monolithischer Stahlbetonskelettbau mit Sandstein-Putzfassade. Im Erdgeschoss des Hauses befinden sich Pfeiler mit Arkaden.
Besonders aufwändig gestaltet wurde die Ostfassade des Hauses, die dem Dresdner Altmarkt zugewandt ist und an den Ecken durch zwei Lisenen in Kolossalordnung eingefasst wird. Die Mitte der Ostfassade wird durch einen hervortretenden, vierfenstrigen Risaliten betont. Dieser Mittelbau findet seinen oberen Abschluss in einen Segmentgiebel, in dessen Tympanon ein von heraldischen Löwen gehaltenes Wappen mit den Jahreszahlen 1956 – 13.2. † – 1945–1206 zu lesen ist. 1206 war die erste urkundliche Erwähnung Dresden, 1324 wurde der Altmarkt errichtet. Nach dem 13. Februar steht ein Kreuz für die Zerstörung der Stadt Dresden im Jahre 1945. Die Jahreszahl 1956 steht für die (offizielle) „Vollendung“ des Altmarkts, wobei sich dies – entgegen auch der zeitgenössischen Presse – nur auf die Ost- und Westseite bezog. Das Löwenwappen wurde von Max Lachnit gestaltet.
Die Nordfassade, die der Wilsdruffer Straße zugewandt ist, wird mit Lisenen, Erkern, Balustraden und Fensterlaibungen aus Sandstein gegliedert. Die Fassade ist ansonsten verputzt. Geschmiedete Fenstergitter des Kunstschmiedes Karl Bergmann bereichern den bildnerischen Schmuck der Fassade. Die Reliefs in den Erkern wurden von Rudolf Löhner und Karl Schönherr gestaltet.
Die Innengestaltung übernahm Theo Wagenführ. Der „barockbeeinflußte Charakter der … Fassaden [wurde dabei] auch im Innern zum Ausdruck gebracht …“ Das Motto des Intérieurs lautete: „Die Innenarchitektur soll die Fortsetzung der Außenarchitektur sein.“ Im Jahr 1957 war im Erdgeschoss eine Empfangshalle und in den drei Obergeschossen die Verkaufsetagen. Eine Freitreppe führt zu der Verkaufshalle, die den 1. und 2. Stock zusammenfasste. In der Verkaufshalle war ein Wandgemälde von Rudolf Lipowsky (* 1937) zu sehen, das das Treppenhaus zum 3. Stock schmückte. Frauen und Textilien waren Gegenstand des Gemäldes. „Kostbare Glaskronenleuchter“ schmückten die Verkaufsetagen.